# Karl Weissmann

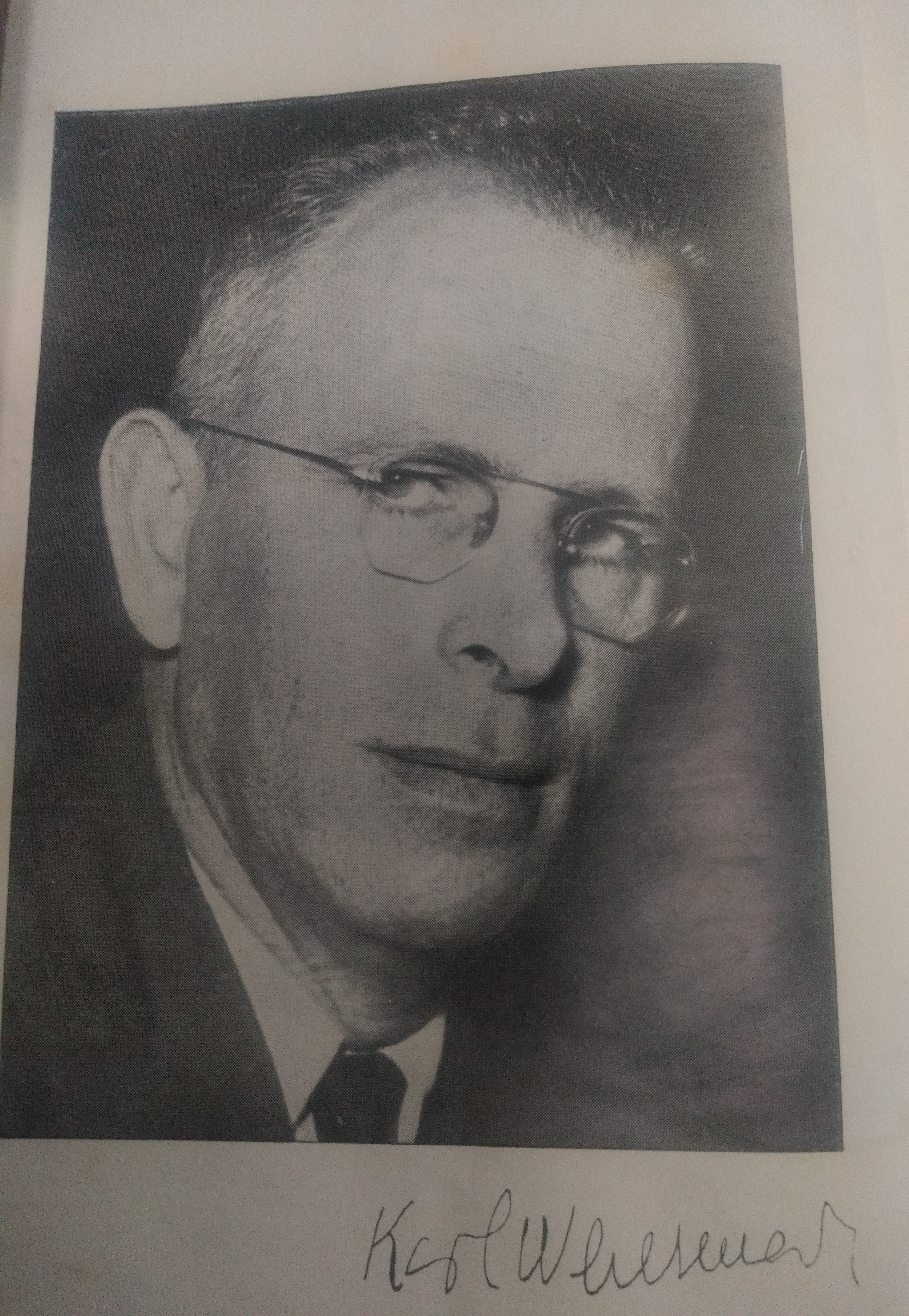
Weissmann e o que talvez seja sua própria assinatura

Karl Weissmann foi um psicanalista austríaco radicado no Brasil, notório por suas contribuições relativas à criminologia psicanalítica. Weissmann trabalhou em presídios, e acreditava que os atos infracionais eram decorrência de determinados problemas no desenvolvimento da libido. Também foi o introdutor do hipnotismo científico no Brasil e responsável pela popularização dessa ciência.
Seus livros, de agradável leitura, alcançaram reconhecimento. O Dinheiro na Vida Erótica (1937) foi recebido pelo próprio Sigmund Freud, o qual lhe escreveu uma carta. Foi um dos três  livros de maior êxito naquele ano. Outras obras incluem A Conquista da Maturidade, Masoquismo e Comunismo,  uma Vida de Schopenhauer (que recebeu elogios de Monteiro Lobato e foi lido avidamente por ele e sua família), e um livro de divulgação do hipnotismo intitulado O Hipnotismo: Psicologia, Técnica, Aplicação.
O psicanalista, porém, é pouco lembrado:
| “ | Salta aos olhos, desde o início da investigação relacionada a este autor, o surpreendente desconhecimento relacionado ao seu nome e sua obra no campo da história da psicanálise no Brasil, a despeito dafecundidade de seus trabalhos e da criatividade de suas ideias | ” |